# «Сто грамм» для храбрости…
«Сто грамм» для храбрости…" — советский трагикомедийный сатирический киноальманах из трёх новелл, снятых режиссёрами Борисом Бушмелёвым, Анатолием Маркеловым и Георгием Щукиным в 1976 году.
Один из лидеров советского кинопроката 1977 года: 10 место, 22 миллиона 600 тысяч зрителей.
Название альманаху дано по третьей его новелле, снятой по одноимённому рассказу Виктории Токаревой, имевшему большой успех. Киноальманах был ориентирован на антиалкогольную пропаганду и, в отличие от рассказа, третья новелла не имела хэппи-энда (в рассказе герои поженились).

## Сюжет
Фильм состоит из трёх новелл, объединённых общей темой пьянства и алкоголизма («Какая наглость», «По законам гостеприимства», «Сто грамм для храбрости») и начинается с мультипликационной заставки, в которой мужчина и его осёл, напившись, падают в пропасть. Музыкальным сопровождением заставки служат мелодии Алексея Рыбникова из телефильма «Приключения Буратино» (тема театра Карабаса Барабаса и проигрыш песни кота Базилио и лисы Алисы («Какое небо голубое»).

### «Какая наглость»
Дисциплинированный и собранный экономист Ларичев (Игорь Ясулович) идёт на работу. Увидев, что у него в запасе есть немного времени, он останавливается у киоска Спортлото, чтобы купить и заполнить один билет лотереи. Заполняя билет, Ларичев обращает внимание на уставившегося на него человека (Юрия Кузьменкова). Он, представившийся Васей (позже по сценарию фильма), сначала попросил пятачок, чтобы доехать до дому. Но потом Вася требует проводить его домой на метро. Однако в метро им проехать не сразу удаётся — их пытается выставить дружинник, но Ларичев, пожалев Васю, покрывает его как своего больного друга, и они долго ездят в метро в поисках станции Васи, Ларичев в итоге опаздывает на работу. Но это всего лишь полбеды, приключения только начинаются…

### «По законам гостеприимства»
Гостеприимный хозяин Панюков (Михаил Светин) ожидает к себе гостя из Грузии Гоги (Георгий Кавтарадзе) — тот должен приехать на защиту диссертации. К приезду он приготовил водку. Эти приготовления видит его маленький сын, который напоминает папе, что тому пить нельзя, потому что у него больное сердце. Отец говорит, что он пить и не будет. Пить будет тамада — он приглашает своего знакомого Ружевского (Владимир Басов). Но поскольку Ружевский путешествует с банкета на поминки, затем на юбилей, потом на торжественный вечер, то к Панюкову он вырывается буквально на полчаса, но при этом успевает напоить и трезвенника Гоги, и самого хозяина. В самом конце фильма — результат подобного гостеприимства.

### «Сто грамм для храбрости»
Младшему научному сотруднику Александру Никитину (Николай Гринько) давно нравилась соседка из дома напротив (Татьяна Васильева). Однажды он осмелился и позвонил ей по телефону. Получив приглашение, Никитин зашёл к Валерию Феликсовичу (Александр Белявский), начальнику лаборатории, где он трудился, за галстуком. Там он рассказал, что идёт на свидание, но очень волнуется. Валерий Феликсович посоветовал ему немного выпить для храбрости, а заодно и сам угостил коньяком, выдал красивый галстук и светлый пиджак. Александр вышел из своего подъезда, вошёл в дом соседки, но опять не осмелился зайти и побежал в магазин выпить одну рюмку, но это оказалось не так просто. К тому же он наткнулся на алкоголика Федю (Борислав Брондуков), который предложил ему купить подарок для новой знакомой…

## В ролях

### «Какая наглость»
- Юрий Кузьменков — Вася, алкоголик
- Игорь Ясулович — Вадим Петрович Ларичев, экономист
- Юрий Белов — таксист (озвучивает Юрий Саранцев)
- Виктор Сергачёв — докладчик
- Светлана Старикова — сослуживица Ларичева, спутница докладчика
- Александр Пашутин — дежурный по эскалатору станции метро «Улица 1905 года»
- Рина Зелёная — прохожая у метро
- Иван Жеваго — сослуживец Ларичева

### «По законам гостеприимства»
- Владимир Басов — Серафим Сергеевич Ружевский, тамада
- Георгий Кавтарадзе — Георгий Георгиевич Чхиквадзе (Гоги), защищающий диссертацию
- Михаил Светин — Фёдор Панюков, гостеприимный хозяин
- Валентина Титова — Клавдия Михайловна, жена Панюкова
- Дима Шаройченко — Антошка, сын Панюковых
- Елена Кипшидзе — Лейла, жена Гоги
- Нино Чхеидзе — мама Гоги
- Борис Ципурия — тбилисский таксист
- Абессалом Лория — друг и научный руководитель Гоги
- С. Остроумова — эпизод
- Валентина Беляева — член президиума (нет в титрах)
- Валерий Баринов — официант (нет в титрах)

### «100 грамм для храбрости»
- Николай Гринько — Александр Петрович Никитин, младший научный сотрудник, «жених»
- Татьяна Васильева — Наташа, арфистка, «невеста» (в титрах — Татьяна Васильева-Ицыкович)
- Борислав Брондуков — Федя, алкоголик
- Александр Белявский — Валерий Феликсович Мещеряков, начальник лаборатории, научный руководитель Никитина
- Нинель Мышкова — Надежда Ивановна, жена Мещерякова
- Евгений Перов — Витёк, собутыльник Никитина, друг Феди
- Григорий Шпигель — мужчина, которому нужен спирт для компресса
- Эммануил Геллер — покупатель «мерзавчиков» в очереди
- Иван Жеваго — покупатель «чекушек» в очереди
- Анастасия Георгиевская — соседка Мещерякова, которую Федя перепутал с его женой
- Валентина Березуцкая — Нюронька, буфетчица
- Елена Вольская — официантка в кафе
- Александр Пашутин — научный сотрудник
- Юрий Кузьменков — пациент вытрезвителя

## Съёмочная группа

### Мультипликационная заставка
- Автор сценария и режиссёр: Идея Гаранина
- Художники: Юрий Батанин, Александр Горленко
- Рисунки в титрах: Виталий Песков
- Композитор: Алексей Рыбников

### «Какая наглость»
- Автор сценария: Григорий Горин
- Режиссёр-постановщик: Борис Бушмелёв
- Оператор-постановщик: Марк Дятлов
- Художник-постановщик: Алексей Лебедев
- Композитор: Карен Хачатурян

### «По законам гостеприимства»
- Автор сценария: Николай Пушков
- Режиссёр-постановщик: Анатолий Маркелов
- Оператор-постановщик: Виталий Абрамов
- Художник-постановщик: Виталий Гладников
- Композитор: Карен Хачатурян

### «100 грамм для храбрости»
- Автор сценария: Виктория Токарева
- Режиссёр-постановщик: Георгий Щукин
- Оператор-постановщик: Николай Немоляев
- Художник-постановщик: Василий Щербак
- Композитор: Карен Хачатурян

## Технические данные
- Фильм снят на плёнке Шосткинского химкомбината «Свема».

## Критика
В СССР талантливо умели снимать даже откровенно пропагандистские антиалкогольные агитки. Три новеллы — заглавная, «Какая наглость» и «По законам гостеприимства» — одинаково хороши. Из-за опрометчиво опрокинутых пары-тройки рюмок в фильмах ломаются научные карьеры, не складываются отношения между любящими друг друга людьми, а герой Михаила Светина и вовсе умирает <…>. Особо хочется выделить саму короткометражку «Сто грамм для храбрости», снятую по незабываемому рассказу Виктории Токаревой.— Денис Ступников — редактор и автор портала «KM.ru», 2017 год